# Highway to Heaven
Highway to Heaven é uma série de televisão estadunidense exibida entre 1984 e 1989.
No Brasil foi transmitida pelo Sistema Brasileiro de Televisão (SBT) e em Portugal pela RTP durante a década de 1980. 
Foi estrelada pelos atores Michael Landon (o anjo Jonathan Smith) e Victor French (seu companheiro Mark Gordon).